# Tetraleurodes andropogoni
Tetraleurodes andropogoni és un hemípter del gènere Tetraleurodes de la família dels Aleiròdids.
L'espècie va ser descrita científicament per primera vegada per Dozier el 1934.